# Леонардо Силаурен
Леонардо Силаурен Уријарте (Билбао, 5. новембар 1912 — Мадрид, 9. децембар 1969) био је шпански интернационални фудбалер који је професионално играо као везни играч у Шпанији, Аргентини, Уругвају и Мексику између 1929. и 1945. године.

## Каријера

### Клупска каријера
Рођен у Билбау у Баскији, Силаурен је играо клупски фудбал у Шпанији за Аренас Клуб де Геко и Атлетик Билбао пре Шпанског грађанског рата. Са Атлетиком је освојио Куп краља 1933. и Ла Лигу 1933–34 пре него што му је каријера прекинута због сукоба.
Током сезоне 1938–39, играо је за Депортиво Еузкади (тим баскијских прогнаника) у мексичкој лиги. Године 1939. придружио се Ривер Плејту у Аргентини где је играо 19 пута и постигао 3 гола. Потом је играо за Пењарол из Уругваја пре него што се вратио у Мексико 1943. где је играо за Реал Клуб Еспања и био је део тима који је освојио титулу лиге 1943–44, Куп Мексика 1944–45 и два издања мексичког Суперкупа 1944. и 1945.

### Репрезентација
Силаурен је одиграо 14 утакмица за репрезентацију Шпаније између 1931. и 1935. и учествовао је на Светском првенству у фудбалу 1934. Од 1937. до 1939. био је део фудбалске репрезентације Баскије која је обилазила Европу и Америку.